# Набережная улица (Пушкин)
На́бережная улица — улица в городе Пушкине (Пушкинский район Санкт-Петербурга). Проходит от Садовой до Московской улицы. Далее продолжается как Госпитальная улица.

## История
Название Набережная улица появилось в начале XIX века и связано с тем, что улица проходит вдоль Каскадных прудов, а именно по северо-западному побережью 4-го и 5-го прудов Большого каскада.
23 апреля 1923 года Набережную и Госпитальную улицы объединили и нарекли улицей Пролетку́льта в честь культурно-просветительской организации «Пролетарская культура». 7 июля 1993 году обеим улицам вернули исторические наименования.

## Здания и сооружения

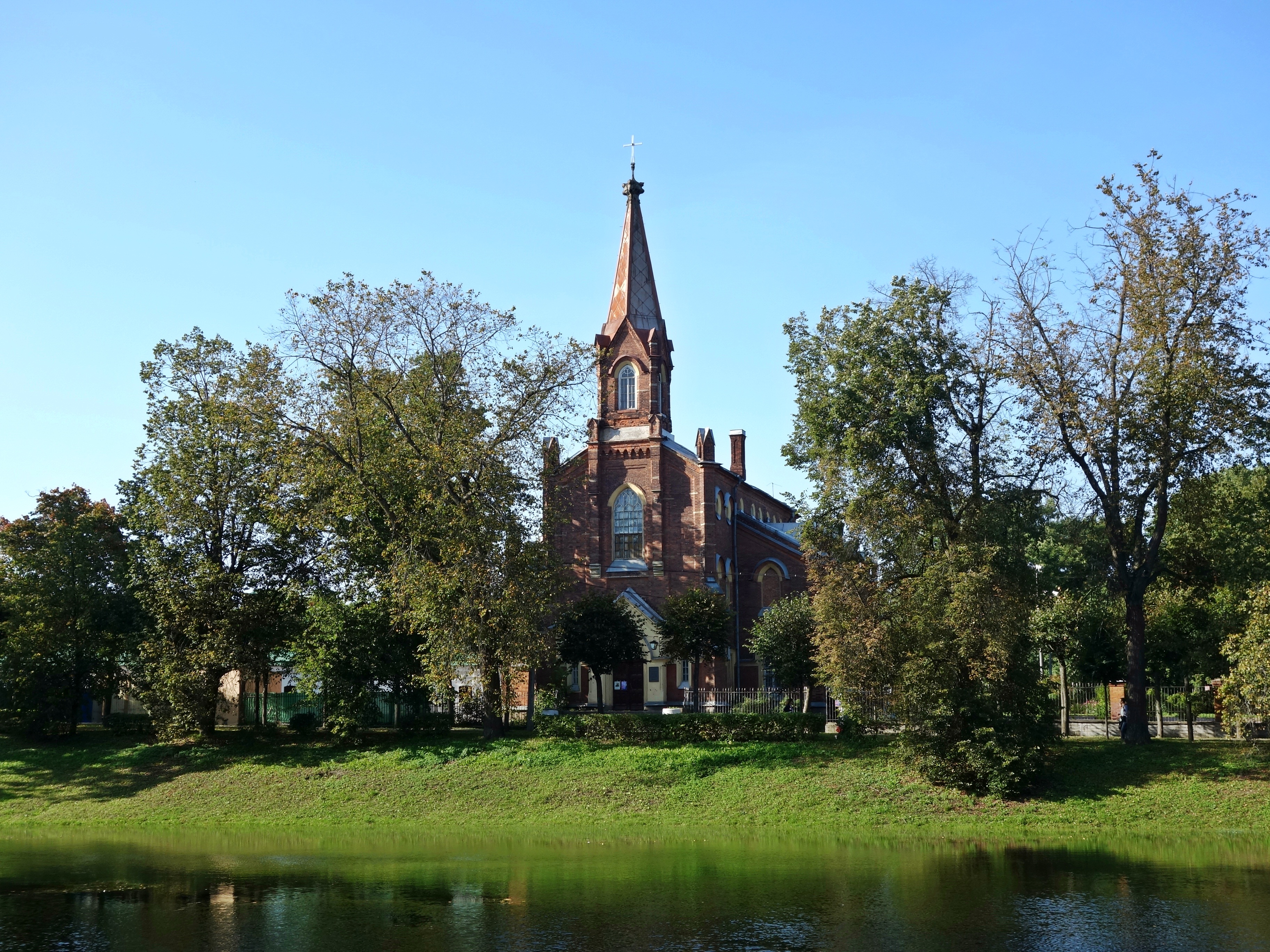
Набережная улица, 4, лютеранская церковь Воскресения Христова

- Набережная ул., д. 1. Архитекторы: Ф. В. Бауэр, И. Ф. Лукини, А. Ф. Видов (1784—1785, 1819, 1873—1878) Памятник архитектуры федерального значения (постановление Правительства РФ от 10.07.2001 № 527).
- Набережная ул., д. 2 / Садовая ул., д. 20. Нижние конюшни. Архитекторы: Ф.-Б. Растрелли, С. И. Чевакинский И. В. Неелов, П. С. Садовников (1757—1762) Стиль: Барокко. Памятник архитектуры федерального значения (постановление Правительства РФ от 10.07.2001 № 527).
- Набережная ул., д. 3 (1900—1909). Стиль: Кирпичный. (включён в «Список вновь выявленных объектов, представляющих историческую, научную, художественную или иную культурную ценность» (КГИОП 2001 г. № 1535)
- Набережная ул., д. 4. Кирха Воскресения Христова (Пушкин). Архитектор: А. Ф. Видов (1865). Памятник архитектуры федерального значения (постановление Правительства РФ от 10.07.2001 № 527).
- Набережная ул., д. 12 / Малая ул., д. 66. Императорская Николаевская Царскосельская гимназия / церковь Рождества Пресвятой Богородицы Архитекторы: И. Ф. Лукини, И. А. Монигетти, А. Ф. Видов А. А. Смирнов, Н. С. Никитин (1819, 1862—1865) Памятник архитектуры федерального значения (постановление Правительства РФ от 10.07.2001 № 527).
- Набережная ул., д. 14. Городская ратуша / Пушкинский Дом культуры. Архитекторы: И. А. Монигетти, А. Р. Бах (1862—1865, 1901—1902). Памятник архитектуры федерального значения (постановление Правительства РФ от 10.07.2001 № 527).
- Набережная ул., дд. 16, 18, 20. Архитектор: А. Ф. Видов и др. (1785, 1865) Памятник архитектуры федерального значения (постановление Правительства РФ от 10.07.2001 № 527).

Всего на Набережной улице числятся 13 домов.

## Перекрёстки
- Садовая улица
- Средняя улица / Советский переулок
- Малая улица
- Московская улица / Госпитальная улица